# Anticomopsis typica
Anticomopsis typica är en rundmaskart som beskrevs av Heinrich Micoletzky 1930. Anticomopsis typica ingår i släktet Anticomopsis och familjen Anticomidae. Inga underarter finns listade i Catalogue of Life.